# Casa dell’Orso

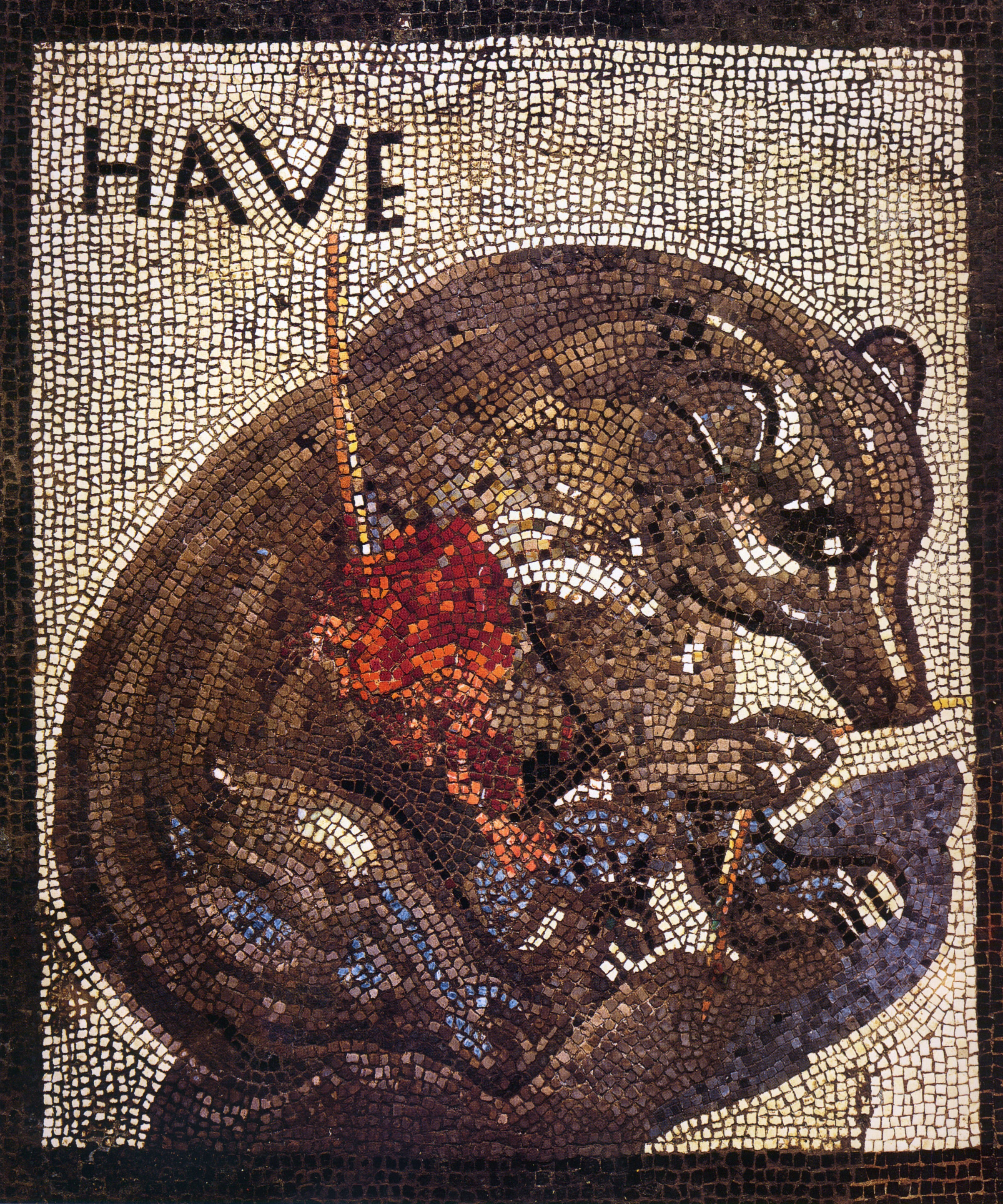
Mosaik mit verwundetem Bären

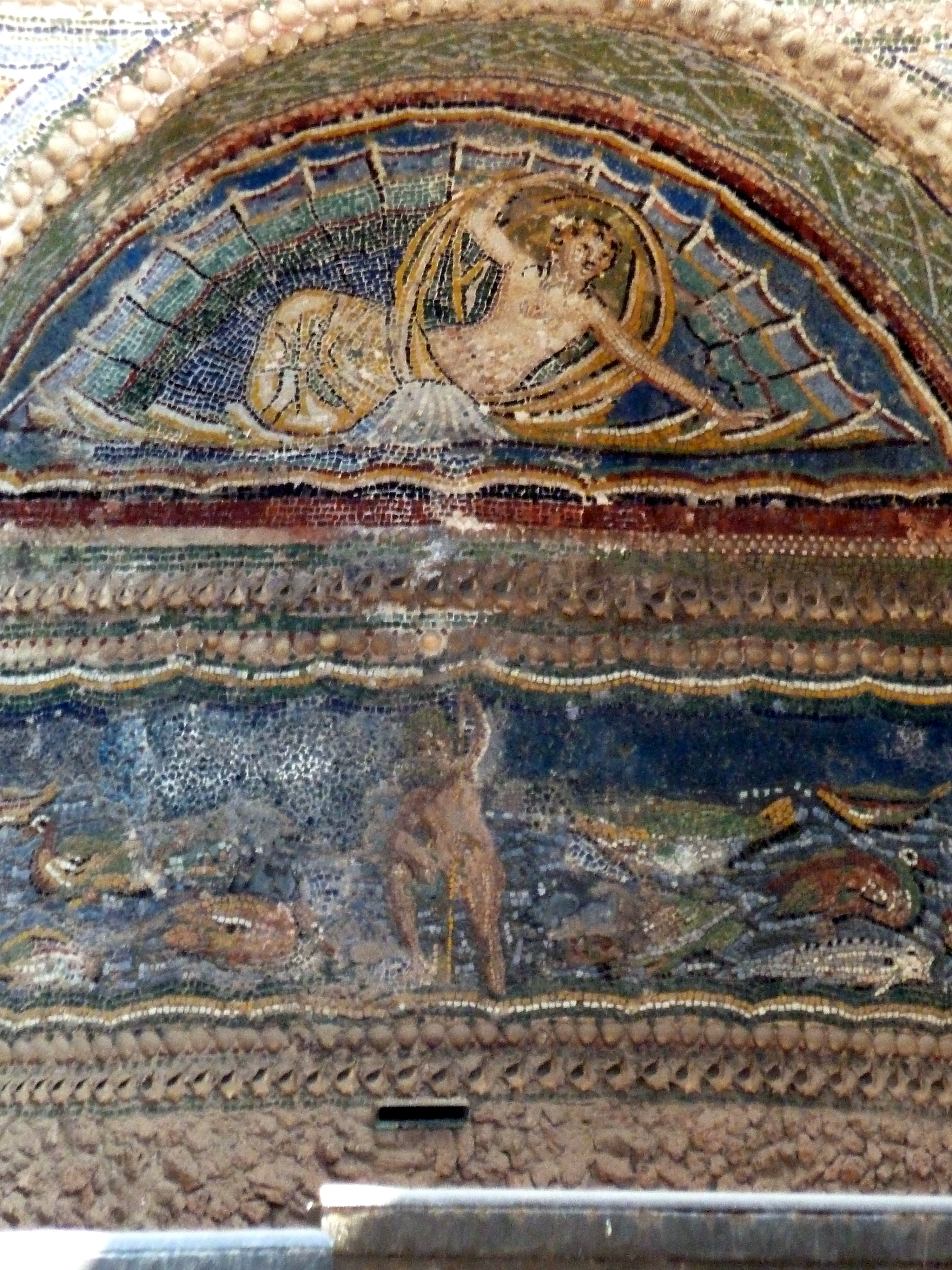
Mosaik am Brunnen im Garten

Die Casa dell’Orso („Haus des Bären“, auch Casa dell’Orso ferito, „Haus des verwundeten Bären“) (VII 2, 44-46) steht in Pompeji und wurde im April 1865 ausgegraben. Es handelt sich um ein kleines Haus, das auffallend reich mit Mosaiken und Wandmalereien ausgestattet ist. Seinen modernen Namen erhielt es von einem Mosaik am Eingang (Fauces), das einen verwundeten Bären zeigt.
Das Haus besitzt im Unterschied zu den Nachbarhäusern einen unregelmäßigen Plan. Dies könnte darauf hindeuten, dass das Gebäude zu einer Zeit errichtet wurde, als die Nachbarhäuser schon standen und nur noch wenig Raum für einen Neubau vorhanden war.
Der Eingang des Hauses liegt im Süden. Hier findet sich das namensgebende Mosaik mit dem Bären und der Grußformel HAVE. Links und rechts vom Eingang befinden sich Tabernae. Vom Eingang gelangt man in das Atrium, das mit einem schwarz-weißen geometrischen Mosaik ausgelegt ist. An der West- und Ostseite befinden sich jeweils zwei Räume, drei von ihnen sind mit geometrischen Mosaiken ausgestattet. Bei dem vierten Raum handelt es sich um ein Treppenhaus zu einem einst vorhandenen Obergeschoss. Im Norden folgt ein Tablinum und östlich davon das Triclinium. Beide Räume sind mit Mosaiken dekoriert. Ganz im Norden befindet sich ein kleiner Garten. Dort findet sich auch ein Brunnen, der zum Teil mit einem Tierfries bemalt und im oberen Teil mit Mosaiken dekoriert ist. In einem unteren Register ist hier Poseidon dargestellt. Darüber sieht man Venus in einer Muschel.
Viele Wände des Hauses sind mit Wandmalereien dekoriert, die heute jedoch nicht mehr gut erhalten sind. Viele figürliche Details sind nur noch auf alten Zeichnungen und Stichen überliefert. Die Malereien sind von besonderer Wichtigkeit, da sie zum größten Teil dem sogenannten 4. Stil angehören und vor 62 n. Chr. (in diesem Jahr gab es ein Erdbeben in Pompeji, nach dem viele Bauten der Stadt repariert werden mussten) datiert werden können. Dieser Befund ist von hoher Bedeutung in der Forschung. Der genaue Beginn des 4. Stils im ersten nachchristlichen Jahrhundert ist umstritten und es wurde lange Zeit vermutet, dass alle Malereien des 4. Stils in der Stadt nach dem Erdbeben zu datieren seien.